# Kreditkort
Et kreditkort er et betalingskort, hvor kortudsteder udlåner penge (eller giver kredit) til den kortbruger, der benytter kreditkortet i stedet for kontanter til at betale for varer og tjenester.
Ordet kreditkort anvendes af mange også fejlagtigt om debetkort (betalingskort), som de rettere bør kaldes, f.eks. Visa og dets derivater så som Visa-Elektron. Debetkort stiller ikke et kreditbeløb til rådighed for kortindehaveren (i modsætning til f.eks. Eurocard, MasterCard eller Diners Club kort), men forudsætter dækning på den konto, der hører til kortet, for at en betaling kan anses for retsgyldig.

## Anvendelse
Kortene bliver bredt anvendt blandt andet til e-handel og fjernkøb, dvs. hvor køber og sælger ikke personligt fremmøder i sælgerens forretningssted.

## Generelle kendetegn
Kreditkort indeholder typisk kontrolcifre, som er de sidste cifre i venstre hjørne. Endvidere indeholder kreditkortet indehaverens underskrift. I mange europæiske lande bliver de tidligere betalings- og kreditkort, som kun indeholder en magnetstribe med krypterede kontoinformationer, erstattet med nye korttyper, der indeholder en indbygget microchip, som forventes at kunne forebygge forfalskninger.